# Poplarville
Poplarville és una ciutat i seu del Comtat de Pearl River a l'estat de Mississipi dels Estats Units d'Amèrica.

## Demografia
Segons el cens dels Estats Units del 2000 Poplarville tenia 2.601 habitants, 852 habitatges, i 558 famílies. La densitat de població era de 260,8 habitants per km².
Dels 852 habitatges en un 32,5% hi vivien nens de menys de 18 anys, en un 42,6% hi vivien parelles casades, en un 19% dones solteres, i en un 34,4% no eren unitats familiars. En el 30,5% dels habitatges hi vivien persones soles el 15,3% de les quals corresponia a persones de 65 anys o més que vivien soles. El nombre mitjà de persones vivint en cada habitatge era de 2,37 i el nombre mitjà de persones que vivien en cada família era de 2,99.
Per edats la població es repartia de la següent manera: un 21,6% tenia menys de 18 anys, un 20,8% entre 18 i 24, un 22,3% entre 25 i 44, un 18,2% de 45 a 60 i un 17% 65 anys o més.
L'edat mediana era de 32 anys. Per cada 100 dones de 18 o més anys hi havia 81 homes.
La renda mediana per habitatge era de 26.417 $ i la renda mediana per família de 32.339 $. Els homes tenien una renda mediana de 35.250 $ mentre que les dones 21.667 $. La renda per capita de la població era de 12.833 $. Entorn del 20,8% de les famílies i el 25,3% de la població estaven per davall del llindar de pobresa.

## Poblacions properes
El següent diagrama mostra les poblacions més properes.